# Scheuer (Hückeswagen)
Scheuer ist eine Hofschaft in Hückeswagen im Oberbergischen Kreis im Regierungsbezirk Köln in Nordrhein-Westfalen (Deutschland).

## Lage und Beschreibung
Scheuer liegt im nordöstlichen Hückeswagen nahe der Bevertalsperre an der Grenze  zu Radevormwald.
Weitere Nachbarorte sind Niederdahlhausen, Herweg, Zipshausen, Neuenherweg, Siepersbever, Heinhausen, Fockenhausen, Oberbeck, Pleuse und Radevormwald-Lichteneichen. Abgegangen sind Oberdahlhausen und Brechen.
Die Hofschaft ist über eine Zufahrtsstraße erreichbar, die bei Neuenherweg von der Bundesstraße 483 (B483) abzweigt und auch Niederdahlhausen anbindet. Die Ortschaft Scheuer besteht eigentlich nur aus 3 Wohnhäusern. Inzwischen wurden jedoch auch Stallungen des ansässigen Bauernhofs zu Mietwohnungen umgebaut. Seit Generationen wird der Bauernhof von der Familie Busch bewirtschaftet. Der Hof umfasst ein Wohnhaus, einen großen Kuhstall, sowie ehemalige Schweinestallungen, die heute als Lager- und Garagenräume, sowie Mietwohnungen genutzt werden. Weitere Grundbesitzer von Scheuer ist die Familie Cosler.
Der in die Bevertalsperre mündende Scheuerbach fließt östlich an der Ortschaft vorbei.

## Geschichte
1407 wurde der Ort das erste Mal urkundlich erwähnt: Zor Schuren wird genannt in einer Urkunde über den Verzicht des Stael von Holstein auf das bergische Erbdrosten- und Erbhofmeisteramt. Schreibweise der Erstnennung: zor Schuren. Die Karte Topographia Ducatus Montani aus dem Jahre 1715 zeigt den Hof als Schüern. Im 18. Jahrhundert gehörte der Ort zum bergischen Amt Bornefeld-Hückeswagen.
1815/16 lebten zehn Einwohner im Ort. 1832 gehörte Scheuer der Herdingsfelder Honschaft an, die ein Teil der Hückeswagener Außenbürgerschaft innerhalb der Bürgermeisterei Hückeswagen war. Der laut der Statistik und Topographie des Regierungsbezirks Düsseldorf als Weiler kategorisierte Ort hatte zu dieser Zeit ein Wohnhaus und ein landwirtschaftliches Gebäude. Zu dieser Zeit lebten sieben Einwohner im Ort, allesamt evangelischen Glaubens.
Im Gemeindelexikon für die Provinz Rheinland werden 1885 zwei Wohnhäuser mit 23 Einwohnern angegeben. Der Ort gehörte zu dieser Zeit zur Landgemeinde Neuhückeswagen innerhalb des Kreises Lennep. 1895 hat der Ort drei Wohnhäuser mit 20 Einwohnern, 1905 zwei Wohnhäuser und neun Einwohner.

## Wander- und Radwege
Folgende Wanderwege führen durch den Ort:
- Der Radevormwalder Ortsrundwanderweg A2 (Höltershaus)

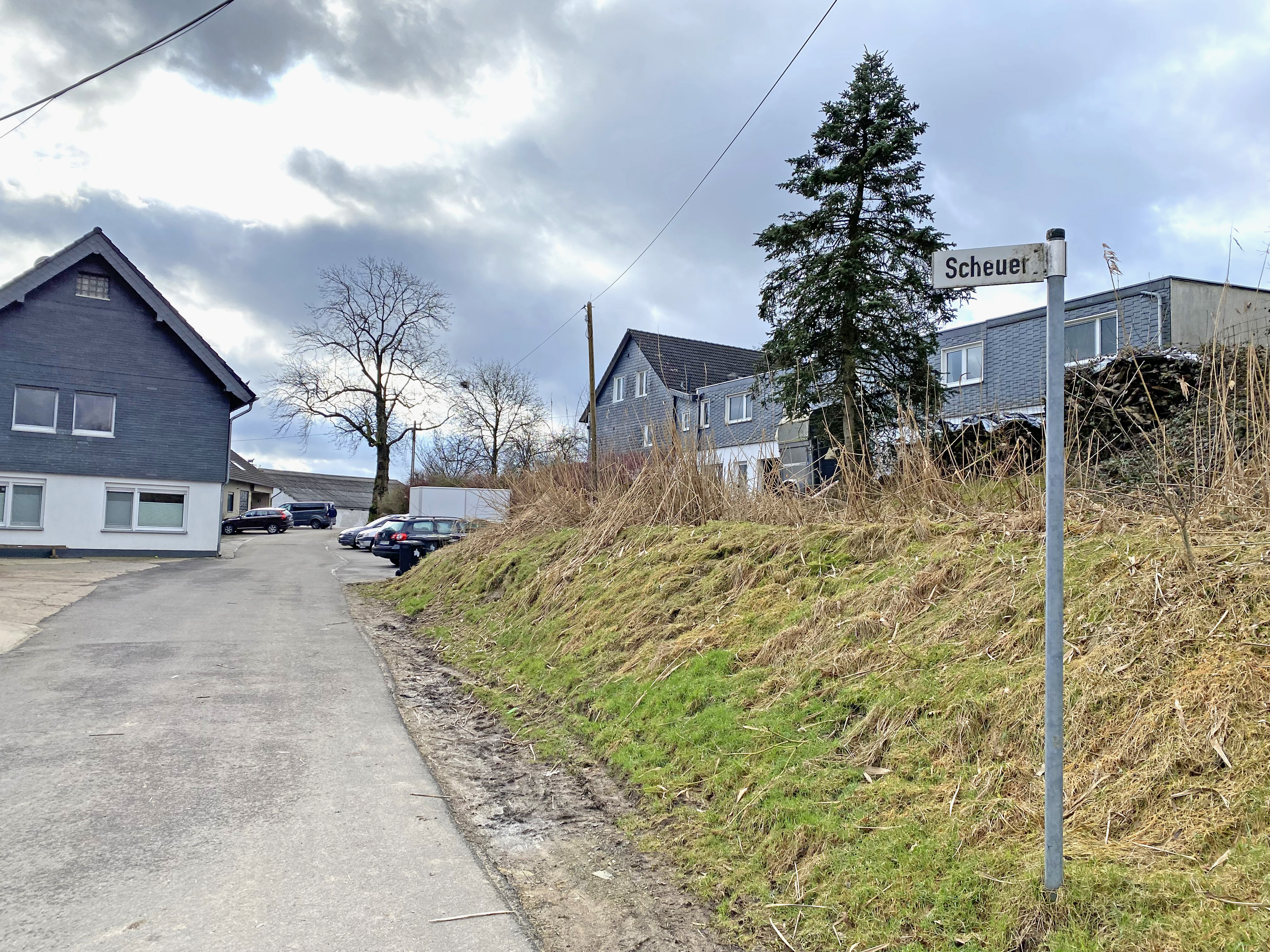
nördl. Ortsausgang nach Fockenhausen
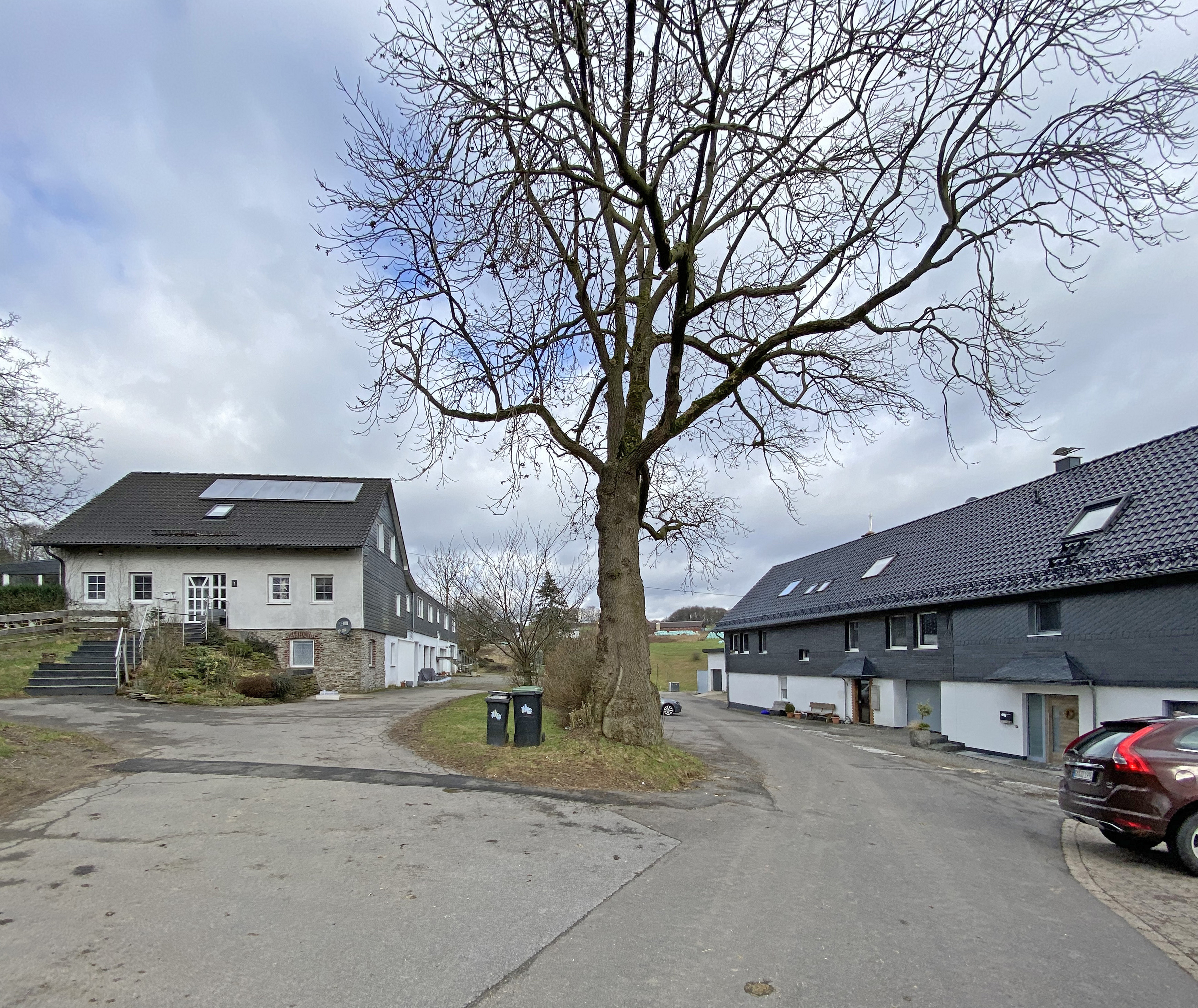
Hofschaft Scheuer
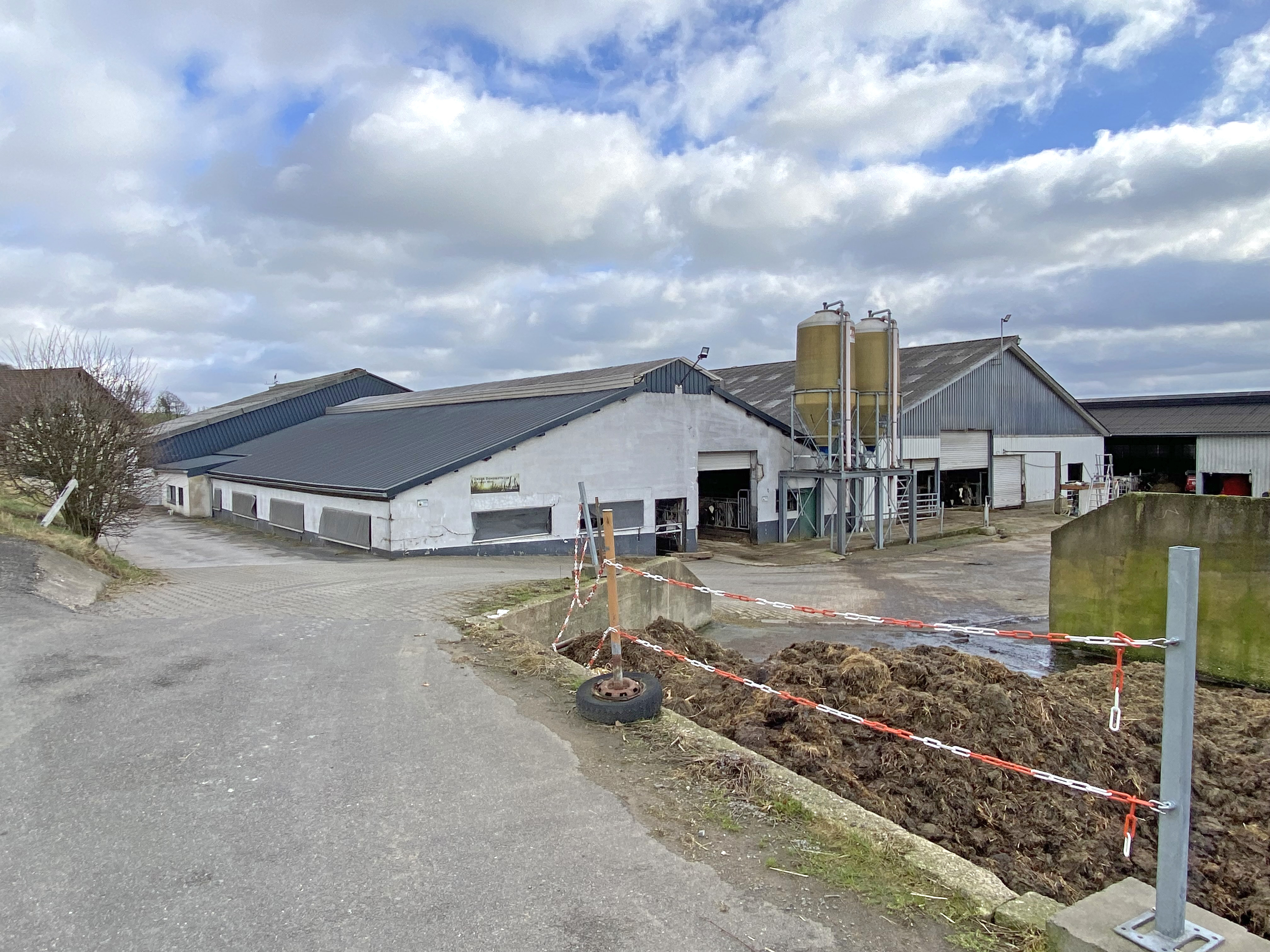
Wirtschaftsgebäude am südl. Ortseingang
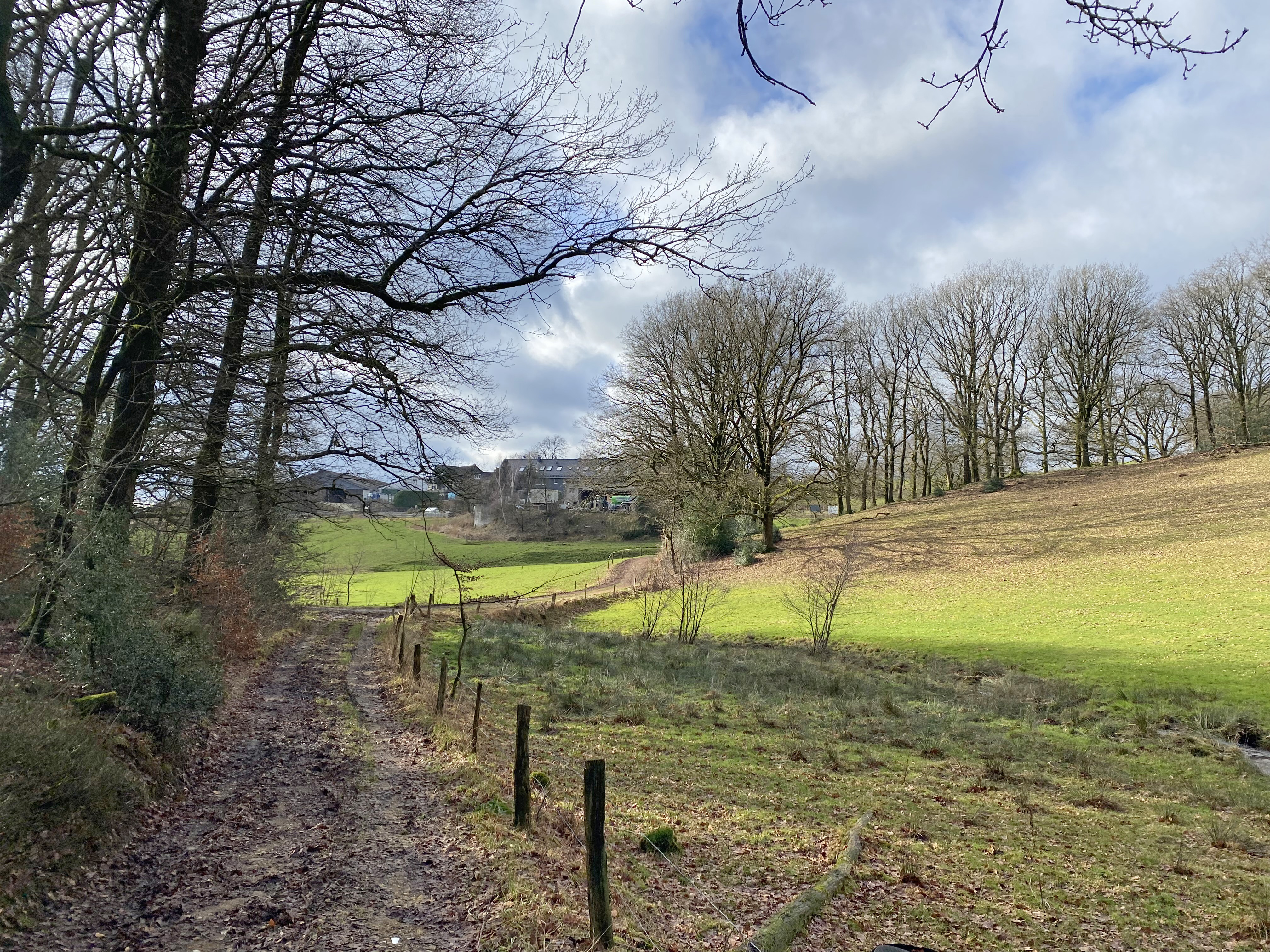
Scheuerbachtal
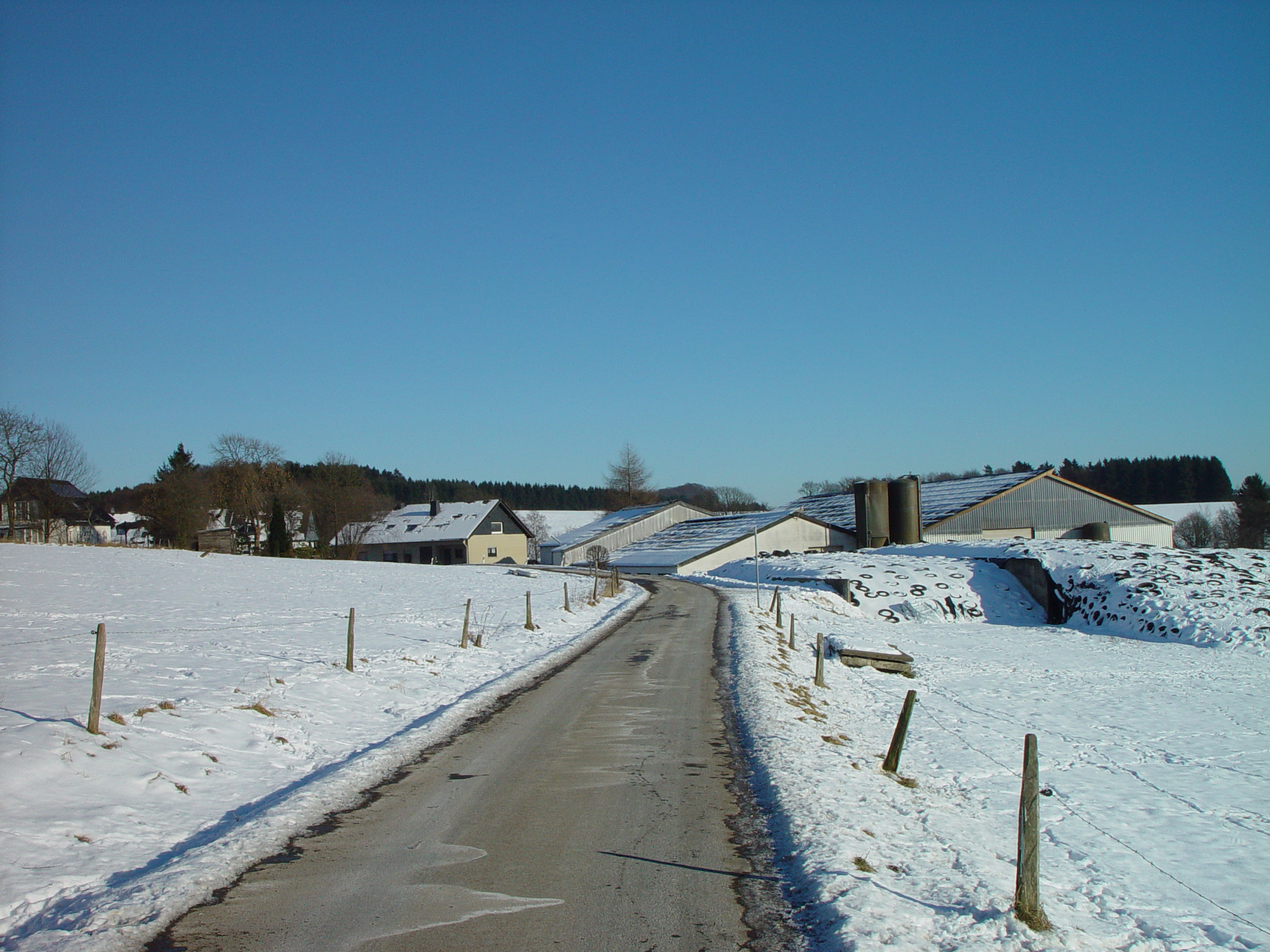
Winterimpression (2009)